# 胃宿一
胃宿一，即白羊座35（佛兰斯蒂德命名法），是一颗位于白羊座的恒星，距离地球370光年，视星等为+4.65，光谱类型是B3V。
虽然胃宿一在白羊座算是比较亮的恒星，但由于这颗恒星在历史上属于一个现代被废弃的星座北蝇座，因此没有希腊字母的拜耳命名。白羊座39在中国星官系统中属于西方白虎七宿中胃宿第一星，因此被称为胃宿一
。